# Stalag Luft IV
Stalag Luft IV Gross Tychow – niemiecki obóz jeniecki dla zestrzelonych lotników alianckich, założony w kwietniu 1944, w Okręgu Wojskowym II, w lesie 2,5 km na wschód-północny wschód od Podborska, 1 km na południowy wschód od Modrolasu, 5,5 km na zachód-północny zachód od Tychowa, 1 km na północ od drogi wojewódzkiej nr 169.

## Początki i rozbudowa
Obóz jeniecki powstał w Żaganiu (niem. Sagan), w kwietniu 1944 jako Stalag Luft IV Sagan-Belaria, podobóz Stalagu Luft III Sagan, po kilku tygodniach został przeniesiony do Tychowa (niem. Groß Tychow). Prawdopodobnie do końca był zależny od obozu w Żaganiu. Obóz na rzucie kwadratu zaplanowano podzielić na cztery odseparowane niezależne sektory (A, B, C, D), które były odseparowane niby pasami granicznymi. 14 maja 1944 do przygotowanego sektora A przybył pierwszy transport 64 więźniów. W lipcu tego roku kolejnym transportem przywieziono jeńców z obozów przejściowych Dulag Luft Wetzlar oraz z Budapesztu. Następne transporty lotników przybywały do sukcesywnie oddawanych do użytku baraków i sektorów. Latem i jesienią 1944 trafiły tu duże transporty jeńców ewakuowanych drogą morską z obozu na Litwie Stalag Luft VI Heydekrug.
Ogółem w obozie przebywało około 8000 jeńców wojennych; na początku 1945 roku ich liczba przekroczyła 10 000.

## Pochodzenie jeńców
|                     | Amerykanie | Brytyjczycy | Rosjanie |
| ------------------- | ---------- | ----------- | -------- |
| 1 lipca 1944        | 1482       | 4           |          |
| 1 października 1944 | 6977       | 884         |          |
| 1 stycznia 1945     | 8708       | 902         | 132      |

Wśród wymienionych Brytyjczyków z RAF-u, wielu było obcokrajowców: 147. Kanadyjczyków, 37. Australijczyków, 22. Nowozelandczyków, 8. Południowoafrykańczyków, 58. Polaków, 1 Norweg, 2. Francuzów, 5. Czechów.

## „Marsz śmierci”
Przed zbliżającym się Frontem Wschodnim Niemcy zarządzili na Pomorzu ewakuację ludności cywilnej i jeńców. 28 stycznia wywieziono z Podborska pociągiem chorych lotników do Stalagu Luft I w Barth (północne Niemcy). W dniach 6–8 lutego 1945 ewakuowano cały obóz. Piloci podzieleni na grupy marszowe, pilnowani przez straże niemieckie, pieszo ruszyli na zachód przez Białogard, Świnoujście pod Hamburg, a następnie skierowano ich do Fallingbostel, gdzie mieścił się Stalag XI B. W ciągu od 51 do 87 dni jeńcy pokonali trasę o długości około 950 kilometrów. Ocaleni nazwali ten marsz „marszem śmierci” (Death March, Black March).

## Dwa pomniki

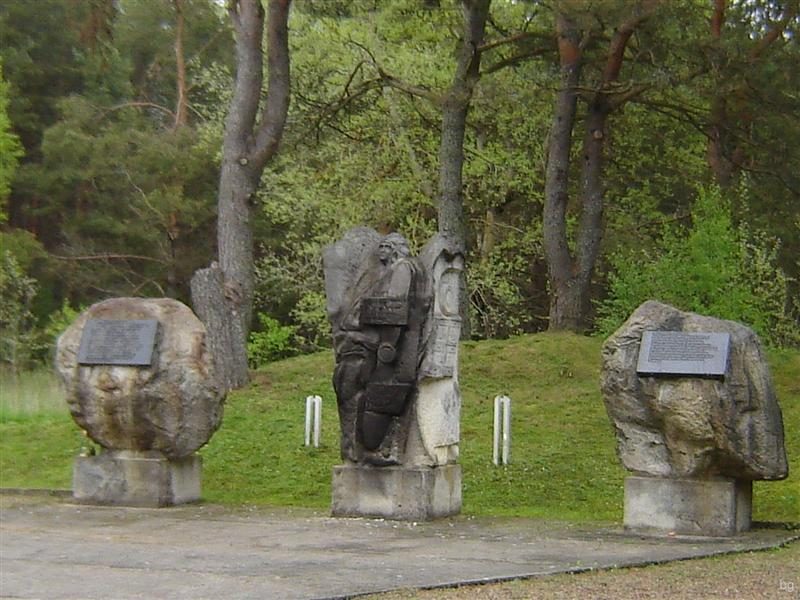
Pomnik, 24-05-2010

1. Na stacji kolejowej Podborsko, przy drodze wojewódzkiej nr 169, przed budynkiem stacyjnym, pomnik poświęcony amerykańskim jeńcom wojennym. Na głazie wspartym na kilkunastu ręcznych narzędziach rolniczych znajduje się napis (w językach polskim i angielskim): Od maja 1944 do lutego 1945 z dworca Kiefheide (Podborsko) do obozu „Stalag Luft 4 Gross Tychow” drogą niewoli przeszło 10 000 jeńców wojennych USA i koalicji antyhitlerowskiej. Na stację kolejową w latach 1944–1945 przywożono jeńców alianckich z całej Europy i stąd maszerowali 3 km na wschód-północny wschód w głąb lasu. W budynku stacyjnym planowana jest izba pamięci ofiar obozu jenieckiego Stalag Luft IV.
2. Na terenie obozu, w pobliżu ruin bunkra i fundamentów baraków, 2 września 1992 uroczyście odsłonięto pomnik autorstwa Zygmunta Wujka z Koszalina. Na cokołach trzy głazy narzutowe, środkowa stela ze śmigłem samolotu, głową lotnika i napisami (u góry po angielsku, poniżej po polsku): Obóz jeniecki alianckich lotników z wojny 1944-1945, na bocznych kamieniach tablice pamiątkowe, po lewej w języku angielskim, po prawej w języku polskim: Od maja 1944 do lutego 1945 – „Kriegsgefangenen Lager Luft IV Kiefheide bei Gross Tychow (Podborsko)”, w którym przebywało ok. 10 000 lotników jeńców wojennych koalicji antyhitlerowskiej: Amerykanie, Brytyjczycy, Kanadyjczycy, Australijczycy, Francuzi, Belgowie, Polacy, Rosjanie i inni. 6 lutego 1945 obóz ewakuowano „marszem śmierci” do Stalagu XI B – gdzie zostali uwolnieni 2 maja 1945.

## Źródła zewnętrzne
- Gmina Tychowo → obóz jeniecki Stalag Luft IV [dostęp 2009-02-25]
- Stalag Luft IV Gr. Tychow – lokalizacja i krótka historia [ang.] [dostęp 2009-02-24]
- Stalag Luft IV. b24.net. [zarchiwizowane z tego adresu (2008-11-21)]. [ang.] [dostęp 2009-02-27]
- Stalag Luft IV – fotografie [ang.] [dostęp 2009-02-27]